# 1107 Лікторія
1107 Лікторія (1107 Lictoria) — астероїд головного поясу, відкритий 30 березня 1929 року.
Тіссеранів параметр щодо Юпітера — 3,175.